# Parc naturel régional du Vexin français
Pour le territoire du Vexin français en lui-même, voir Vexin français.
Le parc naturel régional du Vexin français s'étend sur 98 communes des départements du Val-d'Oise et des Yvelines. Il se situe au Nord-Ouest de Paris, en rive droite de la Seine.

## Historique
En juin 1973, la création d'un parc naturel régional dans le Vexin est à l'ordre du jour du Comité d'expansion et de défense des intérêts du Vexin (CEDIV). Il est créé par un décret du 9 mai 1995, il couvre une superficie de 65 670 hectares dont 53 686 ha dans le Val-d'Oise (78 communes) et 11 984 ha dans les Yvelines (20 communes) et concerne directement près de 80 000 habitants.
La charte du parc pour la période 2007-2019 a été renouvelée et révisée avant la fin de l'année 2007. En 2008, cinq nouvelles communes ont rejoint le parc : La Chapelle-en-Vexin et Ambleville (Val-d'Oise) ; Évecquemont, Vaux-sur-Seine et Juziers (Yvelines).
Son extension sur 9 communes situées dans les Yvelines dont 5 en rive gauche de la Seine est engagée en mars 2019 et le parc devrait donc inclure en 2021 Bennecourt, Mousseaux-sur-Seine, Limetz-Villez, Rolleboise, Méricourt, Freneuse, Moisson, Hardricourt et Triel-sur-Seine.

## Territoire

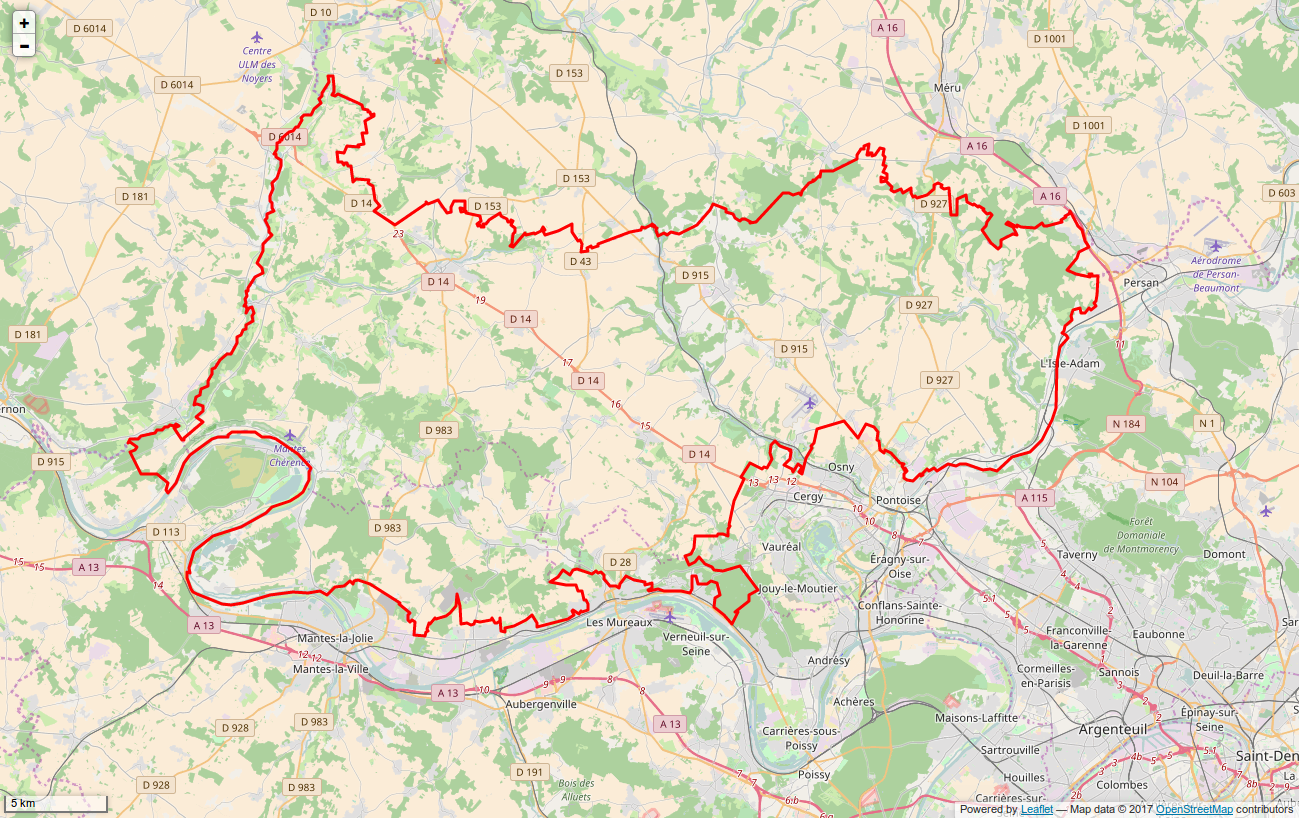
Périmètre du PNR.

### Géographie
Le parc compte actuellement six villes-portes, non comptabilisées dans les 97 communes du parc : la communauté d'agglomération de Cergy-Pontoise, la communauté d'agglomération de Mantes-en-Yvelines ainsi que les communes d'Issou, de Juziers, de Limay (canton de Limay) et de Meulan-en-Yvelines (canton des Mureaux).
Certaines communes ne comprennent qu'une partie de leur territoire dans le périmètre du parc, mais elles n'en demeurent pas moins comptabilisées dans le total des 97 communes qui le composent. Il s'agit, dans le Val-d'Oise, des communes de Champagne-sur-Oise, Ronquerolles (canton de l'Isle-Adam), Boissy-l'Aillerie (canton de Pontoise) et, dans les Yvelines, des communes de Gargenville, Guitrancourt (canton de Limay) et Mézy-sur-Seine (canton des Mureaux).
Le parc naturel ne recouvre que le sud et le centre du Vexin français historique et géographique, à l'exception des communes urbanisées, telle sa capitale historique Pontoise, du long de la Seine ou de l'Oise. Le nord historique et géographique du Vexin français, autour de Chaumont-en-Vexin se situe dans le département de l'Oise (Hauts-de-France). Seules deux communes du Val-d'Oise incluses dans le périmètre prévu n'ont pas signé la charte et sont restées en dehors du parc : La Chapelle-en-Vexin et Ambleville.
L'inclusion des communes du canton de Chaumont-en-Vexin, prévue à l'origine, n'a pas connu de suite ; en effet, un parc géré par trois départements et deux régions (Île-de-France et Picardie) semblait difficilement gérable à l'époque. Toutefois, le parc naturel régional Normandie-Maine, créé en 1975 donc vingt ans plus tôt, est lui aussi établi sur deux régions et trois départements. Vu aussi la création en 2004 à peu de distance du parc naturel régional Oise-Pays de France, géré par les deux régions citées, il n'est pas impossible à terme que les communes vexinoises du département de l'Oise rejoignent le périmètre du parc naturel.
Son siège est installé depuis le 4 décembre 1995 dans le château de Théméricourt (Val-d'Oise). L'accueil et l'information du public se font dans la « maison du parc » en face, dans les anciens communs du château. Ce complexe de bâtiments anciens abrite également le musée du Vexin français.

### Découpage administratif
Le périmètre géographique du parc naturel régional du Vexin français recouvre 97 communes des 166 qui composent le territoire géographique de la région naturelle correspondante. Le parc s'étend sur deux départements d'Île-de-France : les Yvelines et le Val-d'Oise.
Le territoire recouvert par le Parc recoupe deux arrondissement : l'arrondissement de Pontoise (Val-d'Oise) et l'arrondissement de Mantes-la-Jolie (Yvelines).
S'agissant des cantons (dans leur composition antérieure au redécoupage cantonal de 2014 en France), le parc comprend tout ou partie des cantons suivants :
- Dans le Val-d'Oise : le canton de Vigny, le canton de Magny-en-Vexin, le canton de Marines, le canton de la Vallée-du-Sausseron, le canton de Cergy-Nord, le canton de Beaumont-sur-Oise, et le canton de l'Isle-Adam.
- Dans les Yvelines : le canton de Bonnières-sur-Seine, le canton de Limay et le canton de Meulan-en-Yvelines.

Des cantons entiers du Val-d'Oise sont entièrement inclus dans le périmètre du parc : ceux de Marines (19 communes), de la Vallée-du-Sausseron (12 communes), et de Vigny (18 communes). Le canton de Magny-en-Vexin compte 24 communes (sur 26) dans le parc, les cantons de L'Isle-Adam, et Cergy-Nord une seule chacun, respectivement Parmain et Boissy-l'Aillerie, alors que le canton de Beaumont-sur-Oise en compte deux Champagne-sur-Oise et Ronquerolles. Dans les Yvelines, le canton de Limay comprend treize communes dont tout ou partie du territoire est inclus dans le parc, le canton de Meulan-en-Yvelines trois et le canton de Bonnières-sur-Seine une (Gommecourt).

## Organisation

### Objectifs
Selon les dispositions du code de l’environnement, le rôle du Parc est de :
- protéger, gérer et valoriser le patrimoine naturel, culturel et paysager ;
- contribuer à l’aménagement du territoire ;
- contribuer au développement économique, social et culturel et à la qualité de vie ;
- assurer l’accueil, l’éducation et l’information du public ;
- réaliser des actions expérimentales ou exemplaires et participer à des programmes de recherche.

Ces objectifs définis dans le cadre d'une charte du parc  qui détermine pour son territoire les orientations de mise en valeur et de développement et les mesures permettant de la mettre œuvre , dont la dernière version couvre la période 2007-2017,.

### Élus
Le parc naturel régional est administré par le syndicat mixte d'aménagement et de gestion du parc naturel régional du Vexin français  constitué  en 2020 par : 
- la région d'Île-de-France (8 délégués)
- les départements du Val-d'Oise (6 délégués) et des Yvelines (2 délégués)
- les intercommunalités suivantes, disposant de 7 délégués :
  - communauté d'agglomération de Cergy-Pontoise ;
  - communauté de communes de la Vallée de l'Oise et des Trois Forêts ;
  - communauté de communes du Haut Val-d'Oise ;
  - communauté de communes Vexin - Val de Seine ;
  - communauté de communes Les Portes de l'Ile de France ;
  - communauté de communes Sausseron Impressionnistes
  - communauté de communes Vexin Centre ;
  - Communauté urbaine Grand Paris Seine et Oise ;
- 97 communes, disposant chacune d'un délégué.

Ce syndicat mixte  est administré par un comité syndical constitué par 125 délégués désignés par ses membres, dont le nombre est mentionné ci-dessus
Son président est depuis septembre 2020  Benjamin Demailly, conseiller municipal d'Ennery  et petit-fils de Gérard Claudel, qui fut l'un des « pères fondateurs » du parc naturel régional.

### Liste des présidents
| Période                                  | Période        | Identité          | Étiquette         | Qualité |
| ---------------------------------------- | -------------- | ----------------- | ----------------- | --- |
| Les données manquantes sont à compléter. |                |                   |                   | |
| 1995                                     | 2011           | Gérard Claudel    | DVD puis app. UMP | Entrepreneur de travaux agricole Maire d'Ennery (1960 → 2008) Sénateur du Val-d'Oise (mai-septembre 2004) Conseiller général de la Vallée-du-Sausseron (1976 → 2011) Vice-président du conseil général du Val-d'Oise [Quand ?] |
| 2011                                     | 2013           | Jean Pichery      |                   | Maire de Cormeilles-en-Vexin (1971 → 2013) Conseiller général de Marines (1992 → 2013) Décédé en fonction |
| juin 2013                                | septembre 2020 | Marc Giroud       | DVD puis LREM     | Médecin Maire de Vallangoujard (1983 → ) Président de la CC Sausseron Impressionnistes (2008 → 2020) Député suppléant de Philippe Houillon                                                                                     |
| septembre 2020,                          | En cours       | Benjamin Demailly |                   | Élu d'Ennery |

### Identité visuelle

Logo du parc

Le logo - un épi de blé ondulant et une croix pattée - évoque la vocation agricole du Vexin français et la richesse de son patrimoine historique.

## Projets et réalisations
La zone du parc est essentiellement consacrée à l'agriculture. Le maintien et le développement de cette activité traditionnelle, en l'orientant vers la diversification et le respect de l'environnement, est l'une des orientations principales de la politique suivie par le parc régional.